# 伊谢尔山麓贝格
伊謝爾山麓贝格（德語：Berg am Irchel）是瑞士联邦苏黎世州安德爾芬根區的市镇。该市镇面积为7.06平方千米，海拔高度410米，2018年12月31日人口数为570。

## 外部連結
- 伊谢尔山麓贝格官方网站 （页面存档备份，存于） （德文）